# Šlem
Šlem služi za zaštitu glave. Prvobitno je bio namenjen zaštiti od mača, sablje, koplja, strele i buzdovana. Početkom 20. veka koji će iznedriti brzometnu artiljeriju i efikasno streljačko naoružanje, nametnulo je potrebu za savremenim šlemom.
Prvi moderan šlem usvojili su Francuzi, takozvani M15 Adrijan koji je trebalo da pruži zatitu od gelera i rikošetiranih tanadi (u to vreme šlem nije zamišljen da zaštiti od direktnog pogotka puščanog ili pištoljskog zrna). Istim putem krenuli su i Nemci koji svoju vojsku opremaju šlemom M16 Štalhelm dok Englezi uvode šlem "Mk 1". Austrougarska će usvojiti isti model šlema kao i njihovi saveznici Nemci dok će Amerika, po uključivanju u rat 1917. godine, kopirati britanski šlem.
Srpska vojska će po dolasku na solunski front dobiti francuske šlemove M15 Adrijan, koji sa prednje strane nose srpsku kokardu — orla sa štitom na kojme su ocila. Srpski šlem je bio kaki boje.

## Dizajnovi
Neki britanski lovočuvari tokom 18. i 19. veka nosili su šlemove napravljene od slame uvezane isečenom žbunjem. Evropljani u tropskim krajevima često su nosili šlem od plute, razvijen sredinom 19. veka i napravljen od kore ili plute.
Vojne primene u 19–20 veku obuhvatale su brojne kožne šlemove, posebno među avijatičarima i posadama tenkova početkom 20. veka. U ranim danima automobila, neki vozači su takođe usvojili ovaj stil pokrivala za glavu, a rani fudbalski šlemovi su takođe bili napravljeni od kože. U Drugom svetskom ratu, američke, sovjetske, nemačke, italijanske i francuske letačke posade nosile su kožne šlemove, a nemački piloti su maskirali svoje pod beretke pre nego što su ih odbacili i prešli na platnene kape. U periodu Prvog i Drugog svetskog rata ponovo su se pojavili metalni vojni šlemovi, pre svega Brodijev šlem i Štalhelm.
Savremeni šlemovi imaju mnogo širi spektar primene, uključujući šlemove prilagođene specifičnim potrebama mnogih atletskih aktivnosti i radnih okruženja, a ovi šlemovi često sadrže plastiku i druge sintetičke materijale zbog svoje male težine i sposobnosti apsorpcije udara. Neke vrste sintetičkih vlakana koje se koriste za pravljenje šlemova u 21. veku uključuju aramidna vlakna, kao što su kevlar i tvaron. Kacige za trkačke automobile uključuju sistem podrške za glavu i vrat koji drži kacigu (i glavu) pričvršćenu za telo u teškim sudarima.

## Tipovi šlema
Vremenom su se razvili šlemovi različitih tipova. Većina ranih šlemova je imala vojnu upotrebu, mada su neki verovatno imali više ceremonijalne nego borbene primene.
Dva važna tipa šlema koja su se razvila u antici bili su korintski šlem i rimska galea.
Tokom srednjeg veka razvijeno je mnogo različitih vojnih šlemova i niz ceremonijalnih šlemova, skoro svi od kojih su od metala. Neki od važnijih srednjovekovnih razvoja uključivali su veliki šlem, bacinet, žabljousti šlem i armet.
Veliki oklop Ovena Glendovera (oko 1359 – 1415) prikazuje princa od Velsa i njegovog pastuva u punom oklopu, oboje nose zaštitna pokrivala za glavu sa Ovenovim zlatnim zmajem na vrhu. Ovo bi bilo nepraktično u borbi, te se stoga koristilo u ceremonijalne svrhe.
U 19. veku je primenjeno više materijala, poput kože i filca. Pluteni šlem i kožni pikelhab bili su važni razvoji 19. veka. Najveća ekspanzija u raznovrsnosti oblika i sastava šlemova, međutim, dogodila se u 20. veku, razvojem visoko specijalizovanih šlemova za mnoštvo atletskih i profesionalnih primena, kao i pojavom moderne plastike. Tokom Prvog svetskog rata, francuska vojska je razvila Adrijanov šlem, Britanci su razvili Brodijev šlem, a Nemci su proizveli Štalhelm.
Letački šlemovi su se takođe razvijali tokom 20. veka. Mnoštvo atletskih kaciga, uključujući fudbalske kacige, udarajući šlem, hokejaške kacige, šlem za kriket, biciklističke, motorciklističke i trkačke kacige, takođe su razvijene u 20. veku.
Šlemovi od sredine 20. veka često sadrže laganu plastiku i druge sintetičke materijale, a njihova upotreba je postala visoko specijalizovana. Neki važni nedavni razvoji uključuju francuski SPECTRA šlem, španski MARTE šlem ili američki PASGT (koji američki vojnici obično nazivaju „kevlar”) i napredni borbeni šlem, ili ACH.

## Heraldika
Kako je grb prvobitno bio dizajniran da razlikuje plemićke borce na bojnom polju ili na turniru, čak i kada su prekriveni oklopom, nije iznenađujuće što su heraldički elementi stalno uključivali štit i šlem, koji su često bili najvidljiviji delovi viteške vojna oprema.
Praksa označavanja plemstva kroz prikaz kaciga sa rešetkama ili štraftama prvi put se pojavila oko 1587-1615, a heraldička konvencija prikazivanja ranga putem šlemova u Ujedinjenom Kraljevstvu je ušla u modu oko Stjuartskog vremena, je sledeća:
- Suveren: zlatno rešetkasto lice (turnirsko) postavljeno napred
- Vršnjački šlem: šlem sa srebrnim rešetkama (turnirski) postavljen u profil
- Viteški ili baronetski šlem: čelična kaciga (ranije kaciga za borbe kopljem, kasnije zatvoreni šlem) postavljen u napad sa otvorenim vizirom
- Štitonoški šlem: čelična kaciga postavljena u profil sa zatvorenim vizirom

Raniji grbovnici otkrivaju, međutim, da su rani heraldički šlemovi bili prikazani na način koji je bio veran stilovima u stvarnoj vojnoj ili turnirskoj upotrebi u to vreme.

## Galerija
- Adijanov šlem
- M1917 šlem
- Smeđi oklop
- Štalhelm
- Spartanski šlem
- Бронзане кације у Музеју Херцеговине, Требиње
- Њемачки шљем, Музеј Републике Српске

## Literatura
- „Combat Helmets and Blast Traumatic Brain Injury”. JMVH (на језику: енглески). Приступљено 2022-10-05.
- „Shaft Graves, Mycenae”. Архивирано из оригинала 3. 7. 2010. г. Приступљено 3. 7. 2010.
- „Short History of Armour and Weapons”. Архивирано из оригинала 19. 12. 2007. г. Приступљено 13. 11. 2007.
- Law, Robin (1976). „Horses, Firearms, and Political Power in Pre-Colonial West Africa, Past and Present”. Past and Present. 72 (1): 112—132. doi:10.1093/past/72.1.112.
- „The first modern steel combat helmet: the French 'Adrian' - Military Trader”. 2. 2. 2009. Архивирано из оригинала 26. 7. 2011. г. Приступљено 17. 1. 2011.
- Military headgears Архивирано 27 мај 2012 на сајту
- „German-Helmets.com”. Архивирано из оригинала 13. 2. 2009. г. Приступљено 13. 11. 2007.
- „German Pickelhaube Spiked Helmet Evolution Guide”. www.kaisersbunker.com. Архивирано из оригинала 13. 2. 2006. г. Приступљено 13. 11. 2007.
- „Differences Between Kevlar and Twaron | Difference Between”. www.differencebetween.net (на језику: енглески). Приступљено 2018-03-30.
- „Kevlar PASGT Helmet”.
- „combat helmet upgrade,tbi,brain injury,military,charity”. Operation Helmet. Архивирано из оригинала 10. 12. 2021. г. Приступљено 30. 12. 2022.
- KrigerenDK (11. 10. 2012). „Ny standardhjelm M/12 og Multicam uniform udleveres fra januar 2013”. KrigerenDK (на језику: дански). Приступљено 19. 11. 2018.
- „Revision to Supply State-of-the-Art Cobra Plus Head Protection System for UK Troops”. Revision Military. 14. 9. 2015. Архивирано из оригинала 26. 07. 2019. г. Приступљено 19. 11. 2018.
- „Rabintex”. www.rabintex.com. Архивирано из оригинала 15. 7. 2011. г. Приступљено 4. 4. 2016.
- „Australian Defense Force selects Team Wendy EXFIIL Ballistic Helmet”. Team Wendy (Саопштење). 19. 12. 2015. Приступљено 21. 11. 2019.
- McLennan, Lt-Col Ben (24. 3. 2016). „Optimal Performance” (PDF). Army: The Soldiers' Newspaper (1369 изд.). Canberra: Department of Defence. ISSN 0729-5685. Приступљено 21. 11. 2019.
- „Australian Dept of Defence Announce $35m Contract to Aquaterro Australian Combat Helmet (Team Wendy EXFIL) Refurbishment Program - Soldier Systems Daily” (на језику: енглески). Приступљено 2022-08-15.
- „Composite Helmet, Ballistic helmets, Military helmets AUSTRIA, Austrian helmet, Kevlar helmet”. Gostak.co.uk. Приступљено 18. 3. 2019.
- „Composite Helmet, Ballistic helmets, Military helmets BAHREIN helmet, Kevlar helmet composite helmets index”. Gostak.co.uk. Приступљено 18. 3. 2019.
- „Composite Helmet, Ballistic helmets, Military helmets BELGIUM, Belgian helmet, Kevlar helmet composite helmets index”. Gostak.co.uk. Приступљено 18. 3. 2019.
- „Composite Helmet, Ballistic helmets, Military helmets CZECH helmet, Kevlar helmetcomposite helmets index”. Gostak.co.uk. Приступљено 18. 3. 2019.
- „Composite Helmet, Ballistic helmets, Military helmets DENMARK, DANISH helmet, Kevlar helmet composite helmets index”. Gostak.co.uk. Приступљено 18. 3. 2019.
- „Composite Helmet, Ballistic helmets, Military helmets NETHERLANDS, HOLLAND, DUTCH helmet, Kevlar helmet”. Gostak.co.uk. Приступљено 18. 3. 2019.
- „World War Helmets – Référence de casques de 1915 à nos jours.”. World-war-helmets.com. Приступљено 18. 3. 2019.
- „Composite Helmet, Ballistic helmets, Military helmets NORWAY, NORWEGIAN helmet, Kevlar helmet”. Gostak.co.uk. Приступљено 18. 3. 2019.
- „Composite Helmet, Ballistic helmets, Military helmets POLAND, POLISH helmet, Kevlar helmet”.
- „Composite Helmet, Ballistic helmets, Military helmets FINLAND, FINNISH, SUOMI helmet, Kevlar helmet composite helmets index”.
- „The Warrior”. www.natick.army.mil. Архивирано из оригинала 2. 6. 2013. г. Приступљено 13. 11. 2007.
- www.orangeteam.biz. „Mile Dragic – Production – Helmet M-05”. www.armyequipment.com. Архивирано из оригинала 7. 7. 2011. г. Приступљено 13. 1. 2010.
- www.orangeteam.biz. „Mile Dragic – Production – Helmet M-97”. www.armyequipment.com. Архивирано из оригинала 7. 7. 2011. г. Приступљено 13. 1. 2010.

## Spoljašnje veze
Mediji vezani za članak Šlem na Vikimedijinoj ostavi

- Prvi srpski šlem (Oružje onlajn, Branko Bogdanović, 2021)